# Eileen Barbosa
Eileen Almeida Barbosa, née le 23 février 1982 à São Vicente, est une écrivaine cap-verdienne, également conseillère du Premier Ministre.
Elle est titulaire d'un diplôme en Tourisme et Marketing. En 2005, elle a reçu le National Pantera Revelation Prize for Short Stories pour ses nouvelles, ainsi que le Pantera Revelation Prize for Poetry. Eileenístico, un recueil de nouvelles, est paru en 2007.
En 2014, Barbosa a été sélectionnée dans le cadre du projet Africa39 destiné à mettre en valeur les  jeunes écrivains africains prometteurs, et un de ses textes a été inclus dans l'anthologie Africa39: New Writing from Africa South of the Sahara (éditée par Ellah Allfrey, 2014). Un critique a commenté: « Mon texte préféré est celui d'Eileen Almeida Barbosa, Deux fragments d'amour, un récit mélodieux et passionné, et j'espère que le reste de son œuvre sera traduit en anglais. ». Un autre critique a qualifié son histoire de « nouvelle apaisante et lyrique ».